# 景延広
景 延広（けい えんこう、景福元年（892年） - 天禄元年（947年））は、五代十国の後晋の政治家・武将。字は航川（こうせん）。

## 略歴

### 軍人として立身
陝州の出身。
五代十国の後梁、後唐にそれぞれ仕えて、軍校となった。後唐の時代に石敬瑭の家臣として仕える。天福元年（936年）、石敬瑭が遼（契丹）の援助を得て後唐を滅ぼし、後晋を建国すると、侍衛親軍都指揮使に累進した。

### 後晋の実力者となる
天福7年（942年）、高祖（石敬瑭）が崩御した。高祖は崩御する直前、自身の幼少の子である石重睿を立て、それを自身の片腕で河東節度使の劉知遠に補政させることを遺詔として遺していたが、当時天平節度使の地位にあった景延広はこれを握りつぶした。そして、石重睿が幼少であるから国家多難の時期にそれでは困るという理由で廃し、高祖の兄・石敬儒の子で斉王であった石重貴を立てた。これが後唐の出帝である。
この擁立劇により、景延広は後晋の大実力者となった。そして、これまでの遼に対する屈辱外交を改め、遼に出帝の即位を告げる国書に孫と称して、臣とは称さないなどの強硬外交を取った。高祖の時は「児皇帝」と称していたので、これは明らかな約束違反だった。
遼の皇帝・耶律堯骨は自身に対して何の相談もなく急いで即位したのかと出帝に詰問する。ところが詰問の使者・喬栄に対して景延広は不遜な言葉を連ねて、逆に耶律堯骨を激怒させた。遼の盧竜節度使の趙延寿はかねてから中原への領土拡大、そして皇帝即位の野望を抱いており、この不遜を理由に後晋に侵攻するように耶律堯骨に勧めた。
一方、後晋内部でも景延広の余りの強硬外交に対して反発や不満があふれ出した。重臣の李松は「身を屈するは社稷の為なり。何の恥かこれ有らん」と諫言し、桑維翰は遼に謝罪して外交を改めるべきと主張した。しかし、景延広は出帝を擁立してそれを全く聞き入れようとしなかった。

### 没落と最期
遼の耶律堯骨は大軍を率いて南下し、後晋は景延広を中心にして激しく抵抗する。しかし、景延広が出帝を擁立する際に高祖の遺詔を握りつぶした一件から、後晋の大実力者である劉知遠は協力せず、そのため後晋軍は各地で敗戦を重ねた。景延広は相次ぐ敗戦の責任を問われて、もともと専横を憎む党派から弾劾されて西京留守に降格された。
開運3年（946年）冬に後晋は遂に遼により滅ぼされた。出帝は遼に捕虜とされ、景延広も捕虜となった。そして出帝と共に北方に送られたが、天禄元年（947年）に陳橋で自殺したという。享年56。